# Historia Łodzi podczas I wojny światowej
Historia Łodzi podczas I wojny światowej obejmuje ponad czteroletni okres w dziejach miasta, które wkroczyło weń jako największy ośrodek miejski guberni piotrkowskiej w Królestwie Polskim pozostającym pod zwierzchnictwem Imperium Rosyjskiego. Działania wojenne podjęte w sierpniu 1914 roku przez armie państw centralnych (głównie Cesarstwa Niemieckiego) przeciwko wojskom ententy doprowadziły w ciągu czterech miesięcy do zakończenia rządów rosyjskich w Łodzi. Od grudnia 1914 roku rozpoczął się prawie czteroletni okres niemieckiej okupacji miasta.
Mimo iż bezpośrednie działania wojenne nie obróciły zabudowy Łodzi w ruinę, miasto i jego przemysł odczuwały skutki wojny jeszcze przez kilkanaście lat po jej zakończeniu. Prowadząc grabieżczą politykę, niemieckie władze okupacyjne spowodowały gospodarczą zapaść Łodzi wielkoprzemysłowej, którą pogłębiła utrata wschodnich rynków zbytu przez przemysł włókienniczy, stanowiący od I połowy XIX w. podstawę istnienia i gwałtownego rozwoju miasta.
Skutki wywołanego wojną upadku gospodarczego dotkliwie odczuła kilkusettysięczna ludność Łodzi, której większość stanowili robotnicy fabryczni. W latach 1915–1918 wskutek wysokiej śmiertelności – głównie z powodu katastrofalnej nędzy, niedożywienia, szerzących się chorób, braku opału – oraz wskutek ucieczki przed działaniami wojennymi i prześladowaniami (m.in. pracą przymusową) liczba mieszkańców zmniejszyła się o ponad ćwierć miliona osób, czyli niemal o połowę.

## Łódź w przededniu Wielkiej Wojny

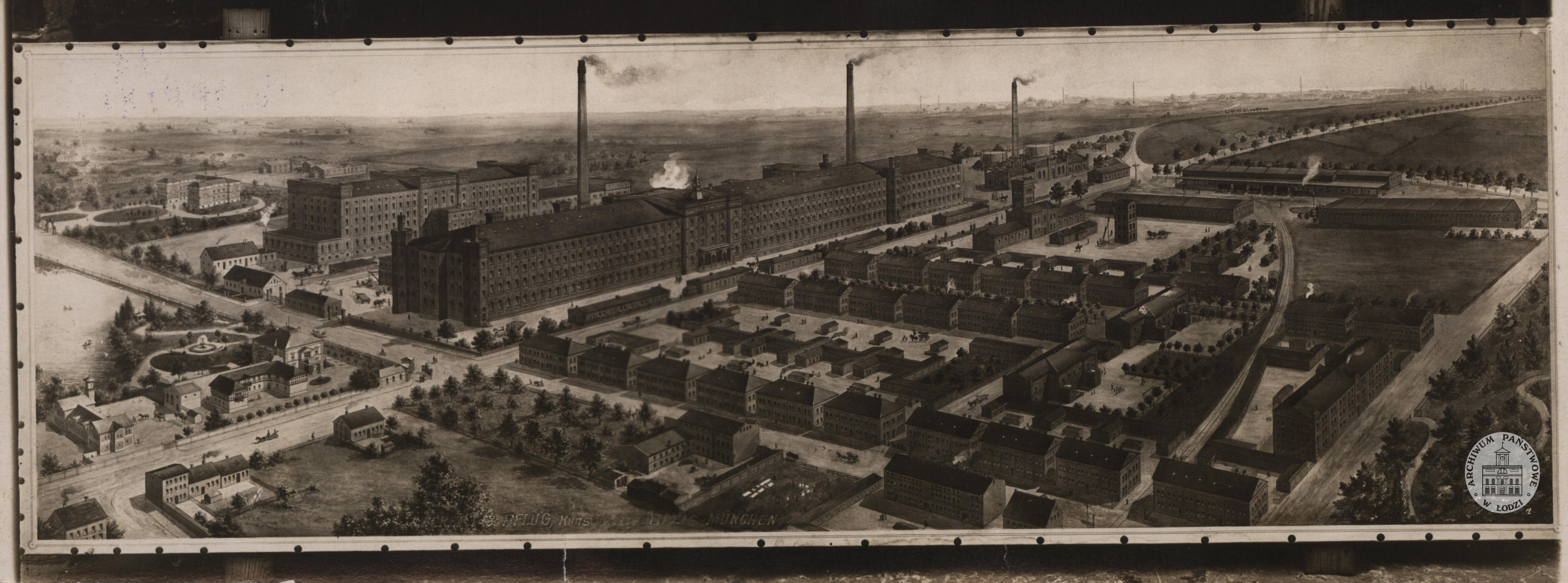
Gmachy fabryczne Towarzystwa Akcyjnego Manufaktur Bawełnianych Karola Scheiblera i osiedle domów robotniczych na Księżym Młynie – widok w kierunku pd.-zach. (1914)

Po inkorporacji części przedmieść w 1906 roku, Łódź zajmowała przed wybuchem I wojny światowej powierzchnię 3811 ha (38,11 km²) . W roku 1914 miasto (w granicach administracyjnych) liczyło 477 862 mieszkańców, w tym 213 564 (44,7%) mieszkańców stałych i 264 298 (55,3%) niestałych. Liczbę ludności Łodzi łącznie z przedmieściami oszacowano na początku tegoż roku na ponad 600 000 osób. Według A. Rzepkowskiego, w chwili wybuchu wojny Łódź zamieszkiwało 459 313 osób, w tym 195 015 (42,5%) mieszkańców stałych i 264 298 (57,5%) niestałych.
Ludność tę charakteryzowało znaczne zróżnicowanie narodowościowe i wyznaniowe. W przypadku narodowości wiarygodne dane pochodzą ze spisu ludności przeprowadzonego w 1897 roku. Wówczas 46,4% mieszkańców miasta deklarowało się jako Polacy, 29,4% – jako Żydzi, 21,4% – jako Niemcy, 2,4% – jako Rosjanie. Pozostałe 0,4% stanowiła ludność innych narodowości. Spis urzędowy przeprowadzony w roku 1913 wykazał natomiast 49,7% Polaków, 34,0% Żydów, 14,8% Niemców i 1,5% osób innych narodowości. Z kolei J. Janczak podaje następujące dane, pochodzące z corocznego sprawozdania statystycznego dla roku 1914: Polacy – 48,8%, Niemcy – 26,6%, Żydzi – 23,1%, Rosjanie – 0,9%, inne narodowości – 0,6%. Pod względem wyznania, według danych z 1914 roku, 51% mieszkańców Łodzi było katolikami, 25% – ewangelikami, 23% stanowili wyznawcy judaizmu, zaś 1% wyznawcy prawosławia.
| Przemysł                    | Odsetek zakładów | Odsetek robotników |
| --------------------------- | ---------------- | ------------------ |
| Włókienniczy z konfekcyjnym | 37,3             | 57,4               |
| Papierniczo-poligraficzny   | 11,4             | 11,0               |
| Chemiczny                   | 8,9              | 5,4                |
| Produktów zwierzęcych       | 8,6              | 27,5               |
| Metalowy                    | 8,5              | 6,3                |
| Mineralny                   | 6,5              | 4,5                |
| Drzewny                     | 4,3              | 9,7                |
| Spożywczy                   | 3,7              | 1,4                |
| Ogółem:                     | 14,3             | 28,5               |

Przed wybuchem wojny Łódź była już miastem wielkoprzemysłowym. Mieściło się w niej ponad 14% wszystkich zakładów przemysłowych działających w Królestwie Polskim, zatrudniających ponad 28% ogółu robotników Królestwa. Dominującą branżą był przemysł bawełniany, w którym w 1913 roku pracowało 70,5% robotników tej branży w Królestwie. Z łódzkich fabryk pochodziło w tymże roku aż 83% produkcji wyrobów bawełnianych w Królestwie. W Łodzi pracowało 10% włókniarzy zatrudnionych w całym Imperium Rosyjskim.
Miastem zarządzała administracja carska, a jego prezydentem pozostawał nieprzerwanie od 22 listopada 1882 roku Władysław Pieńkowski – w dziejach miasta najdłużej sprawujący rządy prezydent, określany przez współczesnego mu Mieczysława Hertza jako sługa i podnóżek władz rosyjskich. Jak wkrótce się okazało, nie sprostał on w najmniejszym stopniu wyzwaniom, które przyniosła Wielka Wojna – uciekł z miasta niedługo po jej wybuchu, pozostawiając jego losy w rękach mieszkańców.
W lipcu 1914 roku krążyły wśród łodzian pogłoski o możliwej wojnie, jednak traktowano je z niedowierzaniem. 17 lipca?/30 lipca 1914 wieczorem na murach w mieście zostały rozklejone ogłoszenia o niezwłocznej mobilizacji, naznaczonej rozkazem Mikołaja II na dzień 18 lipca?/31 lipca 1914, co spowodowało paniczne przygotowania administracji carskiej do opuszczenia Łodzi. W dniu mobilizacji przed świątyniami różnych wyznań wielu łodzian sformowało pochody, które przeszły pod siedzibę Magistratu i rosyjskie koszary. Mimo że w pochodach niesiono portrety cara Mikołaja II i jego rodziny, śpiewano pieśni religijne i wznoszono wiernopoddańcze okrzyki, nie odwiodło to urzędników rosyjskich od zamiaru rychłego wyjazdu z miasta. Prorosyjskie sympatie mieszkańców Łodzi pogłębiły się na początku sierpnia wraz z napływem uchodźców z Kalisza, którzy donosili o wielu ofiarach i ogromnych zniszczeniach w mieście w wyniku ostrzału przez niemiecką ciężką artylerię.

## Pierwsze cztery miesiące wojny

### Główny Komitet Obywatelski
W związku z trwającą ucieczką z Łodzi dotychczasowej carskiej administracji, już 19 lipca?/1 sierpnia 1914 ze strony łódzkiego Komitetu Giełdowego i duchowieństwa wszystkich wyznań została wysunięta propozycja powołania w mieście władzy obywatelskiej, co zaowocowało zawiązaniem się (na zebraniu organizacyjnym w Domu Ludowym przy ul. Przejazd 34, ob. ul. Juliana Tuwima) tymczasowej tzw. Rady Czternastu pod przewodnictwem dr. inż. Alfreda Biedermanna . Dwa dni później Rada 14 przekształciła się w Komitet Obywatelski, który przejął od uciekającego prezydenta Władysława Pieńkowskiego 200 000 rubli z kasy miejskiej. Po zmianach personalnych powstał z niego 28 lipca?/10 sierpnia 1914 Główny Komitet Obywatelski, z siedzibą w gmachu „Siemensa” przy ul. Piotrkowskiej 96, w następującym składzie:
- dr inż. Alfred Biedermann – przewodniczący prezydium, inżynier chemik, doktor nauk filozoficznych, współwłaściciel Zakładów Przemysłowych Wyrobów Bawełnianych Roberta Biedermanna przy ul. Widzewskiej 1/3 i 2 (ob. ul. Jana Kilińskiego); od grudnia 1914 roku na stanowisku przewodniczącego zastąpił go Antoni Stamirowski – prezes Towarzystwa Akcyjnego Polskie Zakłady Elektrotechniczne „Siemens”[31],
- Stanisław Silberstein – I wiceprzewodniczący prezydium, współwłaściciel Towarzystwa Akcyjnego Wyrobów Bawełnianych Markusa Silbersteina, filantrop,
- inż. Tadeusz Sułowski – II wiceprzewodniczący prezydium, inżynier elektryk z zakładów „Siemensa”, działacz Ligi Narodowej,
- Józef Adamowicz – sekretarz GKO, prawnik i ekonomista, nauczyciel, krajoznawca,
- inż. Eugeniusz Krasuski – sekretarz GKO, inżynier chemik w zakładach Towarzystwa Akcyjnego Zakładów Przemysłowych Ludwika Grohmana przy ul. Emilii (ob. ul. ks. bp. Wincentego Tymienieckiego 22/26),
- Maks Kernbaum – skarbnik GKO, współwłaściciel i kierownik zakładów Towarzystwa Akcyjnego Manufaktury Wełnianej „Hugo Wulffsohn” przy ul. Piotrkowskiej 78,
- Juliusz Triebe – zastępca skarbnika GKO, fabrykant, współzałożyciel fabryki Towarzystwa Akcyjnego Wyrobów Kapeluszowych „Herman Schlee” przy ul. Targowej 2,
- Henryk Barciński – współwłaściciel zakładów „Przemysł Wełniany S. Barciński i S-ka” przy ul. Tylnej 4/8, działacz społeczny,
- Jan Czeraszkiewicz – adwokat, dyrektor Gimnazjum Polskiego (ob. I Liceum Ogólnokształcące im. Mikołaja Kopernika) przy ul. Nowo Cegielnianej (ob. ul. płk. dr. Stanisława Więckowskiego 41), prowadzonego przez Towarzystwo „Uczelnia”,
- Karol Eisert – przemysłowiec, kolekcjoner dzieł sztuki,
- Gustaw Wilhelm Geyer jr. – współwłaściciel Zakładów Przemysłu Bawełnianego „Ludwik Geyer” SA przy ul. Piotrkowskiej 282/284,
- Leon Grohman – współwłaściciel zakładów Towarzystwa Akcyjnego Zakładów Przemysłowych Ludwika Grohmana,
- Edward Heiman-Jarecki – współwłaściciel Przędzalni Bawełny i Farbiarni „Wola” w Warszawie, działacz społeczny, fundator gmachu Gimnazjum Polskiego przy ul. Nowo Cegielnianej (ob. I Liceum Ogólnokształcące im. Mikołaja Kopernika przy ul. płk. dr. Stanisława Więckowskiego 41),
- Oskar Kindler – współwłaściciel zakładów Towarzystwa Akcyjnego Wyrobów Półwełnianych „R. Kindler” w Pabianicach,
- dr Józef Konic – finansista, wiceprezes łódzkiego Komitetu Giełdowego,
- ks. Henryk Przeździecki – pierwszy proboszcz parafii św. Józefa Oblubieńca Najświętszej Maryi Panny przy ul. Ogrodowej 22,
- Zygmunt Richter – współwłaściciel przędzalni i wykańczalni wełny założonych przez Józefa Richtera u zbiegu ulic Długiej i Radwańskiej (ob. ul. prof. Bohdana Stefanowskiego 17),
- Karol Scheibler III – dyrektor naczelny zakładów włókienniczych Towarzystwa Akcyjnego Manufaktur Bawełnianych Karola Scheiblera,
- dr Henryk Trenkner – epidemiolog ze szpitala im. Anny Marii (ob. Szpital Pediatryczny im. Janusza Korczaka),
- dr Ignacy Watten – kardiochirurg ze Szpitala Fabrycznego (ob. III Szpital Miejski im. dr. Karola Jonschera),
- Józef Wolczyński – działacz spółdzielczy i społeczny.

W składzie Komitetu znalazło się zatem dwunastu przedstawicieli kapitalistycznej burżuazji, dziewięciu – zawodowej inteligencji i jeden wywodzący się z proletariatu. Późniejsi krytycy – m.in. historyk prof. Władysław Bortnowski z Uniwersytetu Łódzkiego – wskazywali brak reprezentatywności Komitetu oraz etyczny egoizm, wyrażający się w chęci stanięcia na straży swych interesów, jako motyw podjęcia działania przez większość jego członków. Z takim podejściem polemizował Paweł Spodenkiewicz, wskazując na zaufanie społeczne, którym łodzianie obdarzyli Komitet. Przez cały okres swego istnienia, także po rozpoczęciu okupacji Łodzi przez Niemców, Główny Komitet Obywatelski zachował lojalność wobec władz carskich.
W celu zapewnienia ładu i porządku publicznego w mieście GKO powołał w trybie natychmiastowym, już w dniu utworzenia, liczący 23 członków Centralny Komitet Milicji Obywatelskiej pod przewodnictwem inż. Tadeusza Sułowskiego. Stanowisko komendanta CKMO objął Leon Grohman, zaś jego zastępcy – Ludwik Zoner. Początkowo CKMO pełnił także funkcje sądowe i pocztowe. Trzon składu osobowego milicji stanowili członkowie zawodowej, ochotniczej i fabrycznych straży ogniowych, później w jej szeregi wstępowali mężczyźni z drobnomieszczaństwa i inteligencji. Dla sprawnego działania CKMO obszar Łodzi został podzielony na dziewięć dzielnic, złożonych z tzw. uczastków (ros. участок). Funkcjonariuszy milicji wyróżniały noszone na lewym ramieniu opaski w kolorach: zielonym (naczelnicy i ich pomocnicy), żółtym (uczastkowi), niebieskim (rewirowi), lub białym (szeregowcy). Ponadto na opaskach umieszczano także dodatkowe oznaczenia literowe i cyfrowe. Łącznie w szeregi milicji wstąpiło prawdopodobnie około 10 000–12 000 obywateli (dokładna liczba nie została ustalona).
Planując objęcie nadzorem i działaniem wszystkich sfer życia miasta, GKO powołał ponadto m.in. następujące komitety i sekcje (stan w dniu 1 maja 1915 r.):
- Komitet Kontroli – pod przewodnictwem Karola Weila, z siedzibą przy ul. Piotrkowskiej 96,
- Centralny Komitet Szacunkowy – pod przewodnictwem Gustawa Wilhelma Geyera jr., z siedzibą przy ul. Piotrkowskiej 96,
- Komitet Obywatelski Niesienia Pomocy Biednym – pod przewodnictwem pastora Rudolfa Gundlacha, z siedzibą przy ul. Placowej 13 (ob. ul. ks. hm. Ignacego Skorupki)[37],
- Komitet Tanich i Bezpłatnych Kuchen – pod przewodnictwem ks. Henryka Przeździeckiego, z siedzibą przy ul. Piotrkowskiej 96; w jego ramach działały sekcje: Kontroli, Gospodarcza oraz Organizacyjna,
- Komitet Opałowy – pod przewodnictwem Mieczysława Horodyńskiego, z siedzibą przy ul. Piotrkowskiej 96,
- Komitet Robót Publicznych – pod przewodnictwem Antoniego Stamirowskiego, z siedzibą przy ul. Piotrkowskiej 96; w jego skład wchodziły sekcje: Asenizacyjna, Brukarska, Budowlana, Kanalizacyjna, Materiałów Budowlanych, Ogrodniczo-Plantacyjna, Robót Ziemnych,
- Sekcja Rolna – pod przewodnictwem Janusza Szwejcera, z siedzibą przy ul. Piotrkowskiej 96,
- Sekcja Sanitarno-Szpitalna – pod przewodnictwem Maksa Kernbauma, z siedzibą przy ul. Piotrkowskiej 164; działała w niej Podsekcja Lekarska,
- Sekcja Szkolna – pod przewodnictwem Stanisława Silbersteina, z siedzibą przy ul. Piotrkowskiej 96; działały w niej podsekcje: Bezpłatnych Obiadów i Rozdawnictwa Odzieży, Biblioteczna, Nominacyjna oraz Pedagogiczna,
- Sekcja Zaprowiantowania Miasta – pod przewodnictwem Stanisława Silbersteina, z siedzibą przy ul. Piotrkowskiej 96.

### Okres chaosu i niepewności
Od momentu ogłoszenia mobilizacji urzędników carskiej administracji ogarnął nastrój paniki, widoczny wyraźnie w gorączkowych i chaotycznych przygotowaniach do jak najszybszej ewakuacji z miasta, a następnie z Królestwa Polskiego. Wśród mieszkańców Łodzi, niezależnie od narodowości, przeważały natomiast nastrój niepewności i wyczekiwania oraz wyraźne sympatie prorosyjskie (wizytujący miasto 27 lipca?/9 sierpnia 1914 gubernator piotrkowski Michaił Jaczewski został powitany owacyjnie) i lęk przed Niemcami.
Panującą niepewność pogłębiał fakt, iż w ciągu pierwszych czterech miesięcy wojny Łódź przechodziła kilkukrotnie z rąk do rąk, w zależności od tego, które wojska zdobywały przewagę na okolicznych frontach:
| Rok 1914  | Rok 1914             | Rok 1914  | Rok 1914             | Rok 1914            | Rok 1914             | Rok 1914     | Rok 1914             | Rok 1914 | Rok 1914     | 6.12.1914– 11.11.1918 |
| Do 10.08. | 10–13.08.            | 13–17.08. | 17–20.08.            | 20–21.08.           | 21–26.08.            | 26.08.–3.10. | 3–7.10.              | 8–28.10. | 29.10.–5.12. | 6.12.1914– 11.11.1918 |
| --------- | -------------------- | --------- | -------------------- | ------------------- | -------------------- | ------------ | -------------------- | -------- | ------------ | --------------------- |
| Rosjanie  | GKO (ziemia niczyja) | Rosjanie  | GKO (ziemia niczyja) | Niemcy1 / Rosjanie2 | GKO (ziemia niczyja) | Rosjanie3    | GKO (ziemia niczyja) | Niemcy4  | Rosjanie5    | Niemcy (okupacja)     |

| 1 Oddział piechoty pod dowództwem mjr. Braunsa z 37 Regimentu Infanterii. |
| 2 Oddział jazdy 40 Pułku Niżegorodzkich Dragonów. |
| 3 Dywizja kaukaska kawalerii pod dowództwem generała-lejtnanta Karola Charpentiera. |
| 4 Oddziały piechoty i 8 Pułku Dragonów złożone głównie z rezerwistów landszturmu (w tym wielu Polaków pochodzących z Poznańskiego). Stanowisko komendanta miasta objął gen. Eduard von Liebert, który mianował Leona Grohmana nadburmistrzem. |
| 5 Oddziały piechoty i kawalerii pod dowództwem gen. kawalerii Siergieja Scheidemanna. |

29 września?/12 października 1914 roku do Łodzi wkroczył pierwszy oddział Legionów Polskich, wchodzący w skład II batalionu 1 Pułku Piechoty, złożony ze strzelców pochodzących z Galicji. Po przemarszu ulicą Piotrkowską dotarł do Górnego Rynku (ob. pl. Władysława Reymonta), a później został zakwaterowany w dawnych koszarach wojsk carskich przy ul. św. Benedykta 86 (ob. ul. 6 Sierpnia). Wobec przeważających prorosyjskich sympatii społeczeństwa łódzkiego pojawienie się oddziału Legionów Polskich spotkało się z obojętnością. Przez około dwa tygodnie delegaci Polskiej Organizacji Narodowej prowadzili na terenie Łodzi, ze słabym rezultatem, nabór do wojsk legionowych. Punkt rekrutacyjny mieścił się w tymczasowej Komendzie Wojsk Polskich, zajmującej gmach Męskiego Rosyjskiego Gimnazjum Rządowego (ob. III Liceum Ogólnokształcące im. Tadeusza Kościuszki) przy ul. Mikołajewskiej 44 (ob. ul. Henryka Sienkiewicza 46). Udało się wówczas sformować dwie kompanie piechoty. Wymarsz oddziałów z miasta nastąpił 15 października?/28 października 1914 roku. W tym samym dniu z Łodzi wyruszyła także grupa 30 starszych skautów, dowodzonych przez por. Tadeusza Pannenkę, z zamiarem zaciągnięcia się do Batalionu Rekruckiego Legionów. Również to wydarzenie zostało przyjęte przez ludność obojętnie, a nawet spotkało się z wyraźną niechęcią niektórych duchownych.

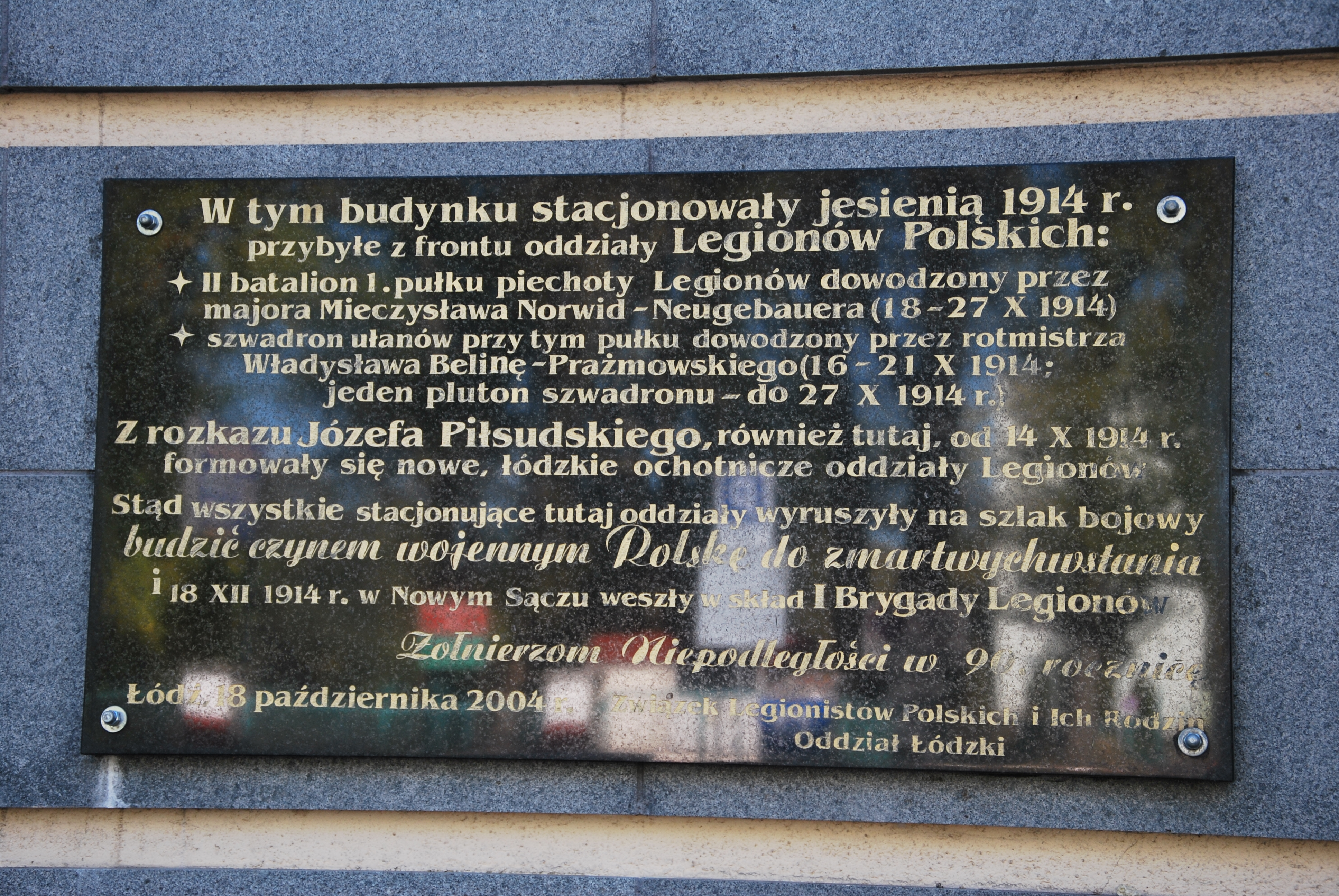
Tablica upamiętniająca stacjonowanie oddziałów Legionów Polskich przy ob. ul. 6 Sierpnia 86 (październik 2011)

Po ogłoszeniu mobilizacji społeczeństwo Łodzi znalazło się w sytuacji wywołanego wojną szybko postępującego upadku finansowego i gopodarczego miasta. Najszybciej kryzys wojenny uderzył w system bankowy – już w sierpniu wobec wstrzymania dyskontowania weksli przez Rosyjski Bank Państwa fabrykanci zawiesili wypłatę wynagrodzeń rzeszom robotników. Została też zamknięta Państwowa Kasa Oszczędności, co praktycznie uniemożliwiło dostęp do zgromadzonych w niej wkładów oszczędnościowych, choć ogłoszono, że będą one wypłacane w Moskwie. Prywatne banki i instytucje kredytowe wypłacały zaledwie do 10% należności, często w ratach. Już w pierwszym dniu mobilizacji zostały zamknięte niektóre fabryki, a pozostałe pracowały do wyczerpania zapasów węgla.
Wzmożone zakupy i gromadzenie zapasów na czas wojny przez część ludności dysponującej gotówką doprowadziły w krótkim czasie do znacznego wzrostu cen artykułów pierwszej potrzeby i postępującego ich niedoboru. Nastąpił ponadto proces tezauryzacji bilonu, co zmusiło do wprowadzenia (uchwałą GKO z 1 sierpnia?/14 sierpnia 1914 roku) bonów płatniczych o nominałach 20 i 50 kopiejek oraz 1 rubla.
28 lipca?/10 sierpnia 1914 roku, wskutek błędnej informacji o rzekomym okrążaniu Łodzi od północy przez wojska niemieckie, uciekła z miasta policja carska a także pracownicy carskiej poczty. Przed gmachem więzienia przy ul. Milsza (ob. ul. Mikołaja Kopernika 29) doszło do zamieszek z udziałem tłumu, który domagał się uwolnienia więźniów politycznych, zaś w samym więzieniu wybuchł bunt wszczęty przez więźniów kryminalnych. Rozruchy zostały opanowane, a tłum rozproszono z pomocą straży ogniowej. Już w drugim dniu działania Centralnego Komitetu Milicji Obywatelskiej został śmiertelnie ranny w wyniku postrzelenia podczas próby zatrzymania podejrzanych na ul. Aleksandrowskiej (ob. ul. Bolesława Limanowskiego) pierwszy funkcjonariusz, Tanche Weingarten – emigrant, który wrócił do Łodzi ze Stanów Zjednoczonych w celu odwiedzenia rodziny, a ponieważ z powodu wybuchu wojny nie mógł opuścić miasta, zaciągnął się w szeregi milicji. Zmarł w szpitalu im. Izraela i Leony Poznańskich (ob. Szpital Kliniczny nr 3 im. dr. Seweryna Sterlinga). Jego pogrzeb 31 lipca?/13 sierpnia 1914 roku na nowym cmentarzu żydowskim zgromadził tłumy mieszkańców. Mowę pogrzebową wygłosił Mieczysław Hertz.
W pierwszych dniach października łódzka prasa codzienna odnotowała masowe i pospieszne wyjazdy mieszkańców z miasta, mimo uspokajającego ogłoszenia CKMO o braku zagrożenia.
20 września?/3 października 1914 roku wycofujące się z Łodzi ostatnie oddziały rosyjskie wysadziły mosty kolejowe. W tym samym dniu tłumy mieszkańców, mimo prób powstrzymania przez milicję i straż ogniową, rozgrabiły całkowicie węgiel, którym było załadowane około 100 wagonów stojących na jednej z bocznic stacji Łódź Kaliska. Pozbawieni opału łodzianie rozpoczęli też wyrąb lasu przylegającego do dworca, okupując swą desperację dwiema ofiarami śmiertelnymi przygniecionymi przez upadające drzewa. W następnych dniach wyrąb lasu przy dworcu kontynuowano już pod nadzorem GKO, a drewno przekazywano do rozdziału Komitetowi Opałowemu.
Po wkroczeniu do miasta 25 września?/8 października 1914 roku liczących ponad 12 000 żołnierzy oddziałów niemieckich jeden z dowódców, por. Förster, zażądał od GKO natychmiastowego dostarczenia dla wojska 30 000 funtów pruskich (ponad 14 t) chleba. W kolejnych dniach wojska niemieckie rekwirowały konie, rowery, różnego rodzaju sprzęty, worki, materace itp. Inż. Eugeniusz Krasuski, sekretarz GKO, wspominał w swym dzienniku, że dowóz produktów spożywczych [do Łodzi] ustał prawie zupełnie, co szybko doprowadziło do zapanowania głodu w mieście.
Podczas ostatniego pobytu Rosjan w Łodzi (od 16 października?/29 października 1914 do 22 listopada?/5 grudnia 1914 roku) w oddziałach wojskowych panowało znaczne rozluźnienie dyscypliny, co skutkowało m.in. dokonywaniem rabunków i niszczenia mienia przez żołnierzy. Zdarzały się też przypadki dezercji. Niektórzy żołnierze, ulegając podburzaniu przez grupy antysemickie i korzystając z milczącego przyzwolenia władz wojskowych, brali udział w antyżydowskich rozruchach i rozbijaniu sklepów należących do Żydów. Wydarzenia te spowodowały znaczne osłabienie nastrojów rusofilskich wśród łodzian, a także wiary w zwycięstwo armii rosyjskiej. Rozczarowanie postawą Rosjan pogłębiały niezwykle restrykcyjne przepisy dla mieszkańców (m.in. wprowadzenie godziny policyjnej, zakazu wstępu do kawiarni hotelu „Grand” w godzinach 11:00–16:00, zakazu ruchu pieszego na części ul. Piotrkowskiej po godz. 19:00, zakazu sprzedaży spirytualiów, nakazu zamknięcia kinematografów i miejsc rozrywki), publikowane w formie rozkazów Komendy Miasta podpisanych przez kolejnych komendantów płk. Baumgartena i kpt. Teodorowicza. Ponadto władzom carskim zarzucano bezczynność i brak organizacji, zwłaszcza w zakresie zapewnienia mieszkańcom dowozu żywności i opału, o czym wspominał w dzienniku inż. Eugeniusz Krasuski.

### Bitwa pod Łodzią (11 listopada – 6 grudnia 1914)
Mimo że bitwa łódzka toczyła się nie na ulicach miasta, lecz na jego dalekich przedmieściach, część pocisków spadła na obszar gęstej zabudowy, zwłaszcza w północnych, wschodnich i centralnych rejonach Łodzi, powodując ofiary śmiertelne i rannych wśród mieszkańców oraz uszkodzenia budynków. W okresie od 4 listopada?/17 listopada 1914 do 23 listopada?/6 grudnia 1914 1914 roku Centralny Komitet Milicji Obywatelskiej odnotował na terenie miasta łącznie 135 ofiar śmiertelnych i 99 rannych.
| Dzielnica MO | I  | II | III | IV | V  | VI | VII | VIII | IX | Razem |
| ------------ | -- | -- | --- | -- | -- | -- | --- | ---- | -- | ----- |
| Zabici       | 56 | 35 | 12  | 27 | 5  | –  | –   | –    | –  | 135   |
| Ranni        | 29 | 20 | 30  | 8  | 12 | –  | –   | –    | –  | 99    |

Pociski trafiły m.in. w teren posesji Maksymiliana Goldfedera przy ul. Piotrkowskiej 77 (uszkadzając oranżerię i altanę oraz tłukąc kilka szyb), w kamienicę przy ul. Dzielnej 29, ob. ul. prez. Gabriela Narutowicza (powodując zawalenie się klatki schodowej), jatki na placu Tanfaniego (ob. pl. Piastowski), gmach Magistratu przy Nowym Rynku 1 (ob. pl. Wolności), Gazownię Miejską (tam kilka pocisków armatnich wywołało pożar zbiornika wypełnionego ropą naftową), kościół Wniebowzięcia Najświętszej Maryi Panny, klasztor franciszkański w Łagiewnikach, Szpital dla Psychicznie i Nerwowo Chorych „Kochanówka” (ob. Specjalistyczny Psychiatryczny Zakład Opieki Zdrowotnej – Szpital im. Józefa Babińskiego) i ukończony tuż przed wybuchem wojny budynek ochronki Towarzystwa Opieki nad Dziećmi „Gniazdo Łódzkie” przy Szosie Aleksandrowskiej (ob. ul. Aleksandrowska), synagogę Alte Szil przy ul. Wolborskiej 20, Wielką Synagogę przy Promenadzie 2 (ob. al. Tadeusza Kościuszki) i nowy cmentarz żydowski przy ul. Brackiej.
Od 6 listopada?/19 listopada 1914 Łódź została odcięta w wyniku toczących się wokół niej walk. Linia frontu przebiegała w rejonie Aleksandrowa, Zgierza i Strykowa. Największe zagrożenie przypadło na okres 8 listopada?/21 listopada 1914 – 10 listopada?/23 listopada 1914, kiedy to ciężkie walki toczyły się w rejonie Chojen i Rzgowa. Oprócz ostrzału, często przypadkowego, zdarzyły się ponadto naloty bombowe lotnictwa niemieckiego na miasto.
Centralny Komitet Milicji Obywatelskiej zamieścił w swym sprawozdaniu za okres 4 listopada?/17 listopada 1914 – 23 listopada?/6 grudnia 1914 roku listę nieruchomości uszkodzonych w wyniku ostrzału i bombardowań:
| Dzielnica MO  | Lokalizacja                                                                                              | Numery posesji / obiekty                                               | Liczba posesji |
| ------------- | --- | ---------------------------------------------------------------------- | -------------- |
| I             | ul. Aleksandrowska (ob. ul. Bolesława Limanowskiego)                                                     | 6, 14, 16, 34, 39, 43, 45, 47, 49, 51, 59                              | 11             |
| I             | ul. Borysza (ob. ul. Piekarska)                                                                          | 3, 4, 9, 14, 16, 19, 22, 23, 25, 27                                    | 10             |
| I             | ul. Brzezińska (ob. ul. Wojska Polskiego)                                                                | 5, 9, 79, 80, 82, 86, 101                                              | 7              |
| I             | ul. Ceglana                                                                                              | 10                                                                     | 1              |
| I             | ul. Ciemna (ob. ul. Wrześnieńska)                                                                        | 6, 12, 16, 18, 47, 49, 89                                              | 7              |
| I             | ul. Cymmera / Zimmera (ob. ul. Drukarska)                                                                | 7, 11, 16                                                              | 3              |
| I             | ul. Dolna                                                                                                | 4, 7, 10, 17, 21, 34                                                   | 6              |
| I             | ul. Drewnowska                                                                                           | 22, 55, 58, 60, 62                                                     | 5              |
| I             | ul. Dworska (ob. ul. Organizacji „Wolność i Niezawisłość”)                                               | 6                                                                      | 1              |
| I             | ul. Fajfra / Pfeifera (późn. ul. Masarska, ob. nie istnieje)                                             | 19, 35                                                                 | 2              |
| I             | ul. Franciszkańska                                                                                       | 44, 46, 61, 64                                                         | 4              |
| I             | ul. Gęsia                                                                                                | 4                                                                      | 1              |
| I             | ul. Głowackiego / Głowacka (ob. ul. Wojciecha Głowackiego)                                               | 100                                                                    | 1              |
| I             | ul. Głucha (ob. nie istnieje)                                                                            | 2                                                                      | 1              |
| I             | ul. Grossmana (ob. ul. Flisacka)                                                                         | 9                                                                      | 1              |
| I             | ul. Groszanka (późn. ul. Lekarska, ob. nie istnieje)                                                     | 7                                                                      | 1              |
| I             | ul. Kielbacha / Kiełbacha (ob. ul. Kominiarska)                                                          | 4, 32, 45                                                              | 3              |
| I             | ul. Kielma (ob. ul. Marynarska)                                                                          | 39, 41                                                                 | 2              |
| I             | ul. Kościelna                                                                                            | 5                                                                      | 1              |
| I             | pl. Kościelny                                                                                            | kościół WNMP                                                           | 1              |
| I             | ul. Krzyżowa                                                                                             | 2, 15                                                                  | 2              |
| I             | ul. Lutomierska                                                                                          | 11, 19, 34                                                             | 3              |
| I             | ul. Łagiewnicka                                                                                          | 2, 4, 6, 10, 14, 17, 27, 29, 31                                        | 9              |
| I             | ul. Mickiewicza (ob. ul. Tokarska)                                                                       | 4, 8, 10, 13                                                           | 4              |
| I             | ul. Młynarska                                                                                            | 13, 16, 21, 30, 36, 42                                                 | 6              |
| I             | ul. Nowaka (ob. ul. Ciesielska)                                                                          | 15, 16, 19                                                             | 3              |
| I             | ul. Nowo Łagiewnicka (ob. ul. Obrońców Westerplatte)                                                     | 4                                                                      | 1              |
| I             | ul. Nowo Sikawska (ob. ul. Starosikawska i ul. mjr. Henryka Sucharskiego)                                | 9                                                                      | 1              |
| I             | ul. Pieprzowa (ob. ul. Hersza Berlińskiego)                                                              | 9                                                                      | 1              |
| I             | ul. Rajtera / Reitera (ob. ul. Urzędnicza)                                                               | 8, 10, 12, 13, 14, 16, 19, 21, 26, 28                                  | 10             |
| I             | Rynek Bałucki                                                                                            | 3, 5                                                                   | 2              |
| I             | pl. / Rynek Tanfaniego (ob. pl. Piastowski)                                                              | jatki                                                                  | 1              |
| I             | ul. Sienkiewicza (ob. ul. Oblęgorska)                                                                    | 3, 5                                                                   | 2              |
| I             | ul. Spacerna (ob. ul. Pasterska)                                                                         | 2, 3, 4, 5, 17, 18, 19                                                 | 7              |
| I             | ul. Starka / Sztarka (ob. ul. Rybna)                                                                     | 2                                                                      | 1              |
| I             | ul. Widok                                                                                                | 8, 9                                                                   | 2              |
| I             | ul. Wspólna                                                                                              | 14, 20                                                                 | 2              |
| I             | ul. Zawadzka (ob. ul. Zawiszy Czarnego)                                                                  | 6, 8, 13, 21, 34                                                       | 5              |
| I             | ul. Zgierska                                                                                             | 19, 23, 24, 27, 29, 31, 37, 44, 53, 55, 59, 62, 64, 68, 82, 86, 92, 94 | 18             |
| I             | ul. Żabia                                                                                                | 14                                                                     | 1              |
| I             | ul. Żórawia (ob. ul. Żurawia)                                                                            | 6, 10, 12                                                              | 3              |
| I             | Razem:                                                                                                   | Razem:                                                                 | 154            |
| II            | ul. Ogrodowa                                                                                             | 5, 17                                                                  | 2              |
| II            | ul. Srebrzyńska                                                                                          | 35                                                                     | 1              |
| II            | ul. Widzewska (ob. ul. Jana Kilińskiego)                                                                 | 3                                                                      | 1              |
| II            | ul. Wolborska                                                                                            | 3, 5, 7, 12, 16, 22                                                    | 6              |
| II            | ul. Wschodnia                                                                                            | 14                                                                     | 1              |
| II            | Razem:                                                                                                   | Razem:                                                                 | 11             |
| III           | ul. Cegielniana (ob. ul. Stefana Jaracza i część ul. płk. dr. Stanisława Więckowskiego do ul. Gdańskiej) | 31, 42, 61, 67, 74                                                     | 5              |
| III           | ul. Dzielna (ob. ul. prez. Gabriela Narutowicza)                                                         | 23, 25, 27, 28, 29, 31, 32, 62                                         | 8              |
| III           | Nowy Rynek (ob. pl. Wolności)                                                                            | 1 (gmach Magistratu)                                                   | 1              |
| III           | ul. Olgińska (ob. ul. Grzegorza Piramowicza)                                                             | 3, 4                                                                   | 2              |
| III           | ul. Piotrkowska                                                                                          | 19, 43                                                                 | 2              |
| III           | ul. Skwerowa (ob. ul. Polskiej Organizacji Wojskowej)                                                    | 8, 10, 13                                                              | 3              |
| III           | ul. Widzewska (ob. ul. Jana Kilińskiego)                                                                 | 35, 36, 37, 38, 39, 42, 44, 45, 46                                     | 9              |
| III           | ul. Wschodnia                                                                                            | 58, 70, 76                                                             | 3              |
| III           | ul. Zawadzka (ob. ul. dr. Adama Próchnika)                                                               | 3, 4                                                                   | 2              |
| III           | ul. Zielona                                                                                              | 6                                                                      | 1              |
| III           | w źródle nie podano dokładnej lokalizacji                                                                | w źródle nie podano dokładnej lokalizacji                              | 23             |
| III           | Razem:                                                                                                   | Razem:                                                                 | 59             |
| IV            | ul. Andrzeja (ob. ul. Andrzeja Struga)                                                                   | 4                                                                      | 1              |
| IV            | Dworzec Fabryczny                                                                                        | magazyny                                                               | 1              |
| IV            | ul. Kolejna (ob. część ul. gen. Romualda Traugutta na wschód od ul. Henryka Sienkiewicza)                | 9, 13                                                                  | 2              |
| IV            | ul. Krótka (ob. część ul. gen. Romualda Traugutta na zachód od ul. Henryka Sienkiewicza)                 | 10, 13, 14                                                             | 3              |
| IV            | ul. Mikołajewska (ob. ul. Henryka Sienkiewicza)                                                          | 7, 8, 9, 13, 17, 27, 31                                                | 7              |
| IV            | ul. Przejazd (ob. ul. Juliana Tuwima)                                                                    | 14, 25, 41, 77                                                         | 4              |
| IV            | ul. Spacerowa (ob. al. Tadeusza Kościuszki)                                                              | 30                                                                     | 1              |
| IV            | ul. Targowa                                                                                              | 20, 29                                                                 | 2              |
| IV            | ul. Tramwajowa                                                                                           | 11                                                                     | 1              |
| IV            | ul. Widzewska (ob. ul. Jana Kilińskiego)                                                                 | 48, 50, 52, 55, 57, 59, 60, 69, 77A, 82                                | 10             |
| IV            | Razem:                                                                                                   | Razem:                                                                 | 32             |
| V             | ul. Dobra                                                                                                | 10                                                                     | 1              |
| V             | ul. Miedziana                                                                                            | 12                                                                     | 1              |
| V             | ul. Nawrot                                                                                               | 87, 104, 108                                                           | 3              |
| V             | ul. Przędzalniana                                                                                        | 8, 10, 14, 15, 16A, 17, 37                                             | 7              |
| V             | ul. Wodna                                                                                                | 16, 21, 33                                                             | 3              |
| V             | ul. Wysoka                                                                                               | 25, 27, 28                                                             | 3              |
| V             | ul. Zagajnikowa (ob. ul. dr. Stefana Kopcińskiego)                                                       | 9, 19                                                                  | 2              |
| V             | ul. Złota                                                                                                | 2, 3, 5                                                                | 3              |
| V             | Razem:                                                                                                   | Razem:                                                                 | 23             |
| VI            | ul. Mikołajewska (ob. ul. Henryka Sienkiewicza)                                                          | 84, 100                                                                | 2              |
| VI            | ul. Orla                                                                                                 | 5                                                                      | 1              |
| VI            | ul. Piotrkowska                                                                                          | 192, 204, 206, 214                                                     | 4              |
| VI            | ul. Pusta (ob. ul. Stanisława Wigury i ul. kpt. Franciszka Żwirki)                                       | 11, 11B, 11G, 12, 13                                                   | 5              |
| VI            | Razem:                                                                                                   | Razem:                                                                 | 12             |
| VII           | — | —                                                                      | —              |
| VIII          | — | —                                                                      | —              |
| IX            | — | —                                                                      | —              |
| Razem (I–IX): | Razem (I–IX):                                                                                            | Razem (I–IX):                                                          | 291            |

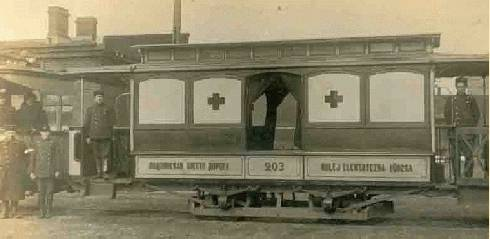
Wagon tramwajowy typu Herbrand zaadaptowany na wagon sanitarny (wiosna 1915)

Jednym z największych wyzwań tego okresu, z którym musiał zmierzyć się Główny Komitet Obywatelski, a zwłaszcza jego Sekcja Sanitarno-Szpitalna, było zapewnienie pomocy medycznej i wyżywienia tysiącom rannych żołnierzy niemieckich i rosyjskich, zwożonych do Łodzi z okolicznych pól bitewnych, a także mieszkańcom miasta, którzy ucierpieli w wyniku ostrzału. Rannych przywożono wszelkimi dostępnymi środkami transportu – wozami chłopskimi, rolwagami, bryczkami (później – już w czasie okupacji miasta przez Niemców – wykorzystywano w tym celu nawet łódzkie wagony tramwajowe typu Herbrand, z których kilka zostało w kwietniu 1915 roku zaadaptowanych na wagony sanitarne, a jeden na karawan). Mieczysław Hertz przytaczał szacunkowo, że do 23 listopada 1914 roku do Łodzi trafiło około 15 000 rannych (oddelegowana do Łodzi angielska pielęgniarka Violetta Thurstan wspominała liczbę ponad 18 000). Wobec niedostatecznej liczby miejsc w szpitalach, tworzone były szpitale tymczasowe w wielu innych obiektach, m.in. w gmachu ówczesnego Teatru Wielkiego przy ul. Konstantynowskiej 14 (ob. ul. Legionów), gdzie ranni leżeli na korytarzach i w lożach, a sala operacyjna była zlokalizowana na scenie, na której jeszcze znajdowały się dekoracje. Łączną liczbę rannych po stronach niemieckiej i rosyjskiej przywiezionych do Łodzi do zakończenia bitwy oceniano na 35 000.
W pierwszych dniach grudnia wielu mieszkańców Łodzi, głównie zamożnych i wpływowych, uciekło w kierunku Rawy Mazowieckiej i do Warszawy. Za miejsce w dorożce żądano wówczas opłaty w wysokości 50 rubli, a za miejsce w samochodzie – 300 rubli.
Bitwa pod Łodzią, uznawana przez historyków za największą operację manewrową I wojny światowej na wschodzie, zakończyła się wkroczeniem podjazdów niemieckich do miasta w niedzielny wczesny ranek 23 listopada?/6 grudnia 1914. Artyleria niemiecka nadal ostrzeliwała wówczas północno-zachodnią część Łodzi, a ogień wstrzymała dopiero po wywieszeniu białej flagi na wieży kościoła Wniebowzięcia Najświętszej Maryi Panny na pl. Kościelnym, co uczyniono na prośbę jednego z niemieckich oficerów. Główne siły wojsk niemieckich XXV Korpusu Rezerwy, dowodzonego przez generała piechoty Reinharda von Scheffera-Boyadela, wkroczyły do Łodzi w tym samym dniu o godzinie 16:45, rozpoczynając prawie czteroletni okres okupacji miasta.

## Okres okupacji niemieckiej (6 grudnia 1914 – 11 listopada 1918)

### Polityka władz okupacyjnych
Po zakończeniu bitwy łódzkiej i wkroczeniu Niemców do Łodzi funkcję komendanta miasta objął na krótko (jako komendant etapu) gen. Maksymilian von Fersen, którego zastąpił gen. Hermann von Gerecke.
19 grudnia 1914 roku zostało utworzone Łódzkie Gubernatorstwo Wojenne, na którego terenie znalazły się, oprócz Łodzi, okoliczne miejscowości: Zgierz, Łagiewniki, Nowosolna, Andrespol, Rzgów, Pabianice, Janowice, Lutomiersk i Aleksandrów. Stanowisko gubernatora objął gen. Hermann von Gerecke. Gubernator podlegał bezpośrednio dowódcy armii, a jego siedziba mieściła się w pałacu Jakuba Hertza przy Promenadzie 4 (ob. al. Tadeusza Kościuszki). Również w grudniu władze niemieckie powołały Zarząd Prasowy w celu wprowadzenia ścisłej kontroli łódzkiej prasy. Do sierpnia 1915 roku kierował nim konserwatywny publicysta Georg von Cleinow.
Polityka władz niemieckich prowadzona na terenach okupowanych wyznaczała jako cele główne zaprowadzenie porządku i wykorzystywanie zasobów gospodarczych i społecznych dla potrzeb wojennych, przy jednoczesnym stwarzaniu wśród ludności dobrego wrażenia wobec sprawowanych rządów i podsycaniu nastrojów antyrosyjskich. Ponadto władze te starały się narzucić sugestię, że jakakolwiek ewentualna forma przyszłej polskiej państwowości ma realne szanse zaistnienia jedynie w oparciu o Cesarstwo Niemieckie .
Okupacyjne władze niemieckie wprowadziły na przełomie lat 1914/1915, głównie dla potrzeb administracji, niemieckojęzyczne nazewnictwo ulic. Nadając nazwy niemieckojęzyczne stosowano germanizację nazw polskich lub tłumaczenie nazw polskich na język niemiecki, w niektórych przypadkach tworzono nazwy zbliżone znaczeniowo, a także przywracano dawne nazwy niemieckie nadane przez niemieckich kolonistów osiadłych w Łodzi w XIX wieku. W życiu codziennym łodzianie posługiwali się nadal nazwami polskimi  (obowiązująca od 1 marca 1916 roku Ustawa o miastach Generalnego Gubernatorstwa Warszawskiego z 1 grudnia 1915 roku uznawała za języki urzędowe na równych prawach i język niemiecki, i język polski).
Okupanci niemieccy traktowali Główny Komitet Obywatelski z niechęcią, upatrując w nim pozostałość rosyjskiej administracji i dostrzegając zachowywanie przez GKO lojalnej postawy wobec władz carskich. Na tym tle wielokrotnie dochodziło do poważnych konfliktów, m.in. w sprawach sądownictwa, szkolnictwa i języka korespondencyjnego. Okupanci kontrolowali posiedzenia GKO, a ponadto obarczyli Komitet całkowitą odpowiedzialnością za wyżywienie mieszkańców Łodzi oraz obowiązkiem bezpłatnych dostaw dla wojska.
Z dniem 10 stycznia 1915 roku CKMO wprowadził radykalną reformę Milicji Obywatelskiej, którą odtąd tworzyło 1000 funkcjonariuszy zaangażowanych z płacą miesięczną w wysokości 20 rubli i 12-godzinnym wymiarem czasu służby w ciągu doby dla szeregowców.
4 lutego 1915 roku zostało powołane Cesarsko-Niemieckie Prezydium Policji (niem. Kaiserlich Deutschen Polizei-Präsidium), z siedzibą przy Meyers Zeile 8 (ob. ul. Stanisława Moniuszki), które przejęło administrację cywilną w Łodzi i powiecie łódzkim. Na jego czele stali kolejno mjr. Matthias von Oppen i dr Edgar Löhrs (od połowy 1916 roku). Jeszcze w lutym siedziba CNPP została przeniesiona do gmachu przy Evangelischestraße 15 (ob. ul. Franklina Delano Roosevelta), wzniesionego w latach 1910–11 dla Towarzystwa Wzajemnego Kredytu Przemysłowców Łódzkich. Kolejną siedzibą CNPP stał się gmach Rosyjskiego Banku Państwa przy Promenade 14 (ob. al. Tadeusza Kościuszki).
Cesarsko-Niemiecki Prezydent Policji Matthias von Oppen, w liście skierowanym do GKO 26 czerwca 1915 roku, nakazał (w oparciu o ustawę municypalną dla części Królestwa Polskiego okupowanej przez władze niemieckie z 19 czerwca 1915 roku, wydaną przez Naczelnego Wodza na Wschodzie – feldmarszałka Paula von Hindenburga) rozwiązanie z dniem 1 lipca 1915 roku Głównego Komitetu Obywatelskiego, powołując jednocześnie Magistrat i urząd nadburmistrza (niem. Oberbürgermeister), który objął Heinrich Schoppen. Funkcja zastępcy nadburmistrza została powierzona fabrykantowi Ernstowi Leonhardtowi. Rozwiązano także Centralny Komitet Milicji Obywatelskiej, a w jego miejsce powołano jako oddział CNPP Cesarski Urząd Policyjny, który zajął się sformowaniem oddziałów policji. Łódź podzielono wówczas na 16 rewirów policyjnych. Po rozwiązaniu GKO została także powołana licząca 36 radnych Rada Miejska, w której skład weszło poprzez nominacje po 12 Polaków, Niemców i Żydów. Jej przewodniczącym został Juliusz Triebe, zastępcą przewodniczącego – inż. Leon Koźmiński.
18 sierpnia 1915 roku, w oparciu o rozporządzenie Cesarsko-Niemieckiego Prezydenta Policji Matthiasa von Oppena i ordynację dla miast Królestwa Polskiego, dokonano największej w dotychczasowych dziejach Łodzi inkorporacji terenów podmiejskich, zajmujących łącznie 2064 ha, dzięki czemu obszar miasta powiększył się do 5875 ha (58,75 km²) . Przyłączony do miasta teren Bałut zamieszkiwało tuż przed wybuchem wojny ponad 100 000 osób i był on największą pod względem liczby ludności wsią w Europie , natomiast na terenach części gminy Chojny mieszkało wtedy około 30 000 osób. Według J. Janczaka przyłączone obszary były zamieszkane w przededniu wojny łącznie przez 100–130 tys. osób, ale zaznacza on, iż do drugiej połowy 1915 roku uległy one już z powodu działań wojennych znacznemu wyludnieniu.
| Dotychczasowa przynależność terytorialna | gmina Radogoszcz | gmina Nowosolna                                   | gmina Chojny                                                                                                | Gmina Brus | Razem     |
| ---------------------------------------- | --- | ------------------------------------------------- | --- | --- | --------- |
| Tereny przyłączone                       | • część wsi Żabieniec • część wsi Radogoszcz • część folwarku Radogoszcz ABC • część folwarku Julianów • część osady z folwarku Julianów • działy z majątku Bałuty Nowe • wieś Bałuty Nowe • wieś Bałuty Stare • grunty wsi Bałuty Kolonia • folwark Marysin nr I • folwark Marysin nr II • osady w kolonii Bałuty Nowe • osada w dobrach Radogoszcz • osada z folwarku Radogoszcz | • część wsi Antoniew Stoki vel Antoniew Stokowski | • część wsi Widzew • część wsi Zarzew • część wsi Dąbrowa • część wsi Chojny (Julianów) • folwark Chojny AB | • część wsi Rokicie Stare • część wsi Rokicie Nowe • część wsi Rokicie Wójtostwo • część folwarku Brus II • część folwarku Brus III |           |
| Powierzchnia w ha                        | 1062,7274 | 47,2474                                           | 572,3123 | 239,8068 | 1922,0939 |

Dokonaną w 1915 roku inkorporację terenów podmiejskich oceniano jako potrzebną, ale znacznie spóźnioną, ponieważ charakteryzowały je zwarta i chaotyczna prymitywna zabudowa, brak podstawowej infrastruktury komunalnej i socjalno-usługowej oraz niespójność z całością układu przestrzennego miasta, a więc nie nadawały się do regulacji i w aspekcie polityki przestrzennej i budowlanej były dla Łodzi, według Jana Holzgrebera, bezużyteczne .
24 sierpnia 1915 roku Łódź weszła w skład utworzonego mocą rozporządzenia cesarza Wilhelma II Generalnego Gubernatorstwa Warszawskiego, na którego czele stanął jako generalny gubernator gen. płk Hans Hartwig von Beseler. Podlegało mu 11 gubernatorów wojskowych, w tym łódzki – pochodzący z Saksonii gen. por. Felix von Barth, a od listopada 1916 roku – pochodzący z Wirtembergii gen. por. von Schmitt.
Na przełomie lat 1915/1916 niemieckie władze wojskowe zaczęły rozważać wprowadzenie przymusu pracy na rzecz Cesarstwa Niemieckiego dla robotników na terenach okupowanych. Już w październiku 1915 roku wystosowały do łódzkiego Magistratu żądanie zaprzestania wypłacania zapomóg bezrobotnym, którzy nie przyjęli propozycji pracy z Biura Pracy (niem. Arbeitsamt). Spełnienie żądania spowodowało zablokowanie wypłat zapomóg dla 4000 łódzkich rodzin, liczących łącznie 6500 osób dorosłych i 4700 dzieci. Po wielomiesięcznych przygotowaniach, 4 października 1916 roku, opublikowane zostało rozporządzenie generał-gubernatora warszawskiego von Beselera o prawie przymusu pracy (Prawo o wstręcie do pracy), prawomocne z dniem publikacji, złożone z zaledwie czterech paragrafów, z których trzy zawierały wyszczególnienie sankcji karnych za „wstręt do pracy”. Na jego podstawie rozpoczęto formowanie batalionów robotników cywilnych (Z. A.B. – niem. Zivilarbeiter-Bataillon), z których każdy powinien był składać się z czterech kompanii po 500 robotników. Łódzki Batalion Robotniczy otrzymał numer 23. W założeniach robotnicy przymusowi mieli być traktowani zgodnie z artykułem 53 II konwencji haskiej, jednak już 12 października 1916 roku Wolfgang von Kries – szef Zarządu Cywilnego Generał-Gubernatorstwa Warszawskiego – w okólniku do prezydentów policji i naczelników powiatów wymusił stosowanie własnego rozporządzenia w sprawie przymusu pracy z 12 września 1916 roku, znacząco ostrzejszego i naruszającego postanowienia konwencji, które wywołało powszechny sprzeciw ludności, duchowieństwa, radnych miejskich i partii politycznych. W Łodzi pierwszy przymusowy pobór robotników odbył się w dniach 25–31 października 1916 roku, na podstawie obwieszczenia z dnia 21 października Cesarsko-Niemieckiego Prezydenta Policji Edgara Löhrsa. Według raportu Löhrsa z dnia 11 grudnia 1916 roku, po akcji przymusowej branki prowadzonej przez niemiecką policję od 8 listopada, miasto dostarczyło na stację zborną 2486 robotników (1249 z nich zwolniono jako nieodpowiednich), zaś w Biurze Pracy stawiło się 2925 robotników. W raporcie Löhrs nadmieniał, że w Niemczech i w tzw. miastach etapowych pracowało już 60 000 łódzkich robotników, skierowanych do pracy wcześniej przez Biuro Pracy.

### Sytuacja mieszkańców
Konsekwencje toczącej się wojny najbardziej dotkliwie odczuły rodziny robotników fabrycznych – ludność, która stanowiła w Łodzi zdecydowaną większość. Oficjalne dane z 1 września 1914 roku wskazywały, że liczba łodzian pozbawionych środków do życia sięgnęła 135 000, o czym zadecydowało przede wszystkim unieruchomienie fabryk pozbawionych regularnych dostaw surowców i paliw. Na utratę głównego, bardzo skromnego źródła dochodu tej części ludności nałożył się gwałtowny wzrost cen podstawowych artykułów żywnościowych – chleba, mąki, ziemniaków, smalcu – wywołany dużym spadkiem podaży wskutek zaburzeń w dostawach i rekwizycji wojskowych.
Mieczysław Hertz oceniał, że gdyby nie postawa łódzkich przemysłowców oraz działalność Głównego Komitetu Obywatelskiego, miasto byłoby oddane na pastwę zupełnego głodu i nędzy wobec bezczynności władz rosyjskich, przymusowych rekwizycji prowadzonych przez Niemców i grabieży dokonywanych przez żołdaków armii niemieckiej i armii rosyjskiej.

### Wybory kurialne do Rady Miejskiej (15–24 stycznia 1917)
Wybory do Rady Miejskiej zostały przeprowadzone w dniach 15–24 stycznia 1917 roku w oparciu o ordynację wyborczą dla miast Generalnego Gubernatorstwa Warszawskiego z 1 września 1916 roku. Według niej czynne prawo wyborcze przysługiwało mężczyznom po ukończeniu 25 lat oraz kobietom, które były właścicielkami nieruchomości lub reprezentowały firmy handlowe, przy czym listy wyborców nie tworzono z urzędu, lecz wymagano osobistego wpisania się na nią. Spośród około 48 tys. uprawnionych na listę wpisało się 32 127 osób, czyli około 67%.
Wyborcy byli podzielenie na 6 kurii, a każdej z nich przypisano 10 mandatów radnych:
- I kuria – inteligencja zawodowa (778 wyborców – 2,42%),
- II kuria – wielcy przedsięborcy i kupcy (568 wyborców – 1,77%),
- III kuria – rzemieślnicy, drobni przemysłowcy i kupcy (6459 wyborców – 20,10%),
- IV kuria – właściciele domów (3224 wyborców – 10,04%),
- V kuria – płatnicy podatku mieszkaniowego (3442 wyborców – 10,71%),
- VI kuria – powszechna – robotnicy oraz spora grupa drobnomieszczaństwa i inteligencji (17 656 wyborców – 54,96%).

Według tej ordynacji prawie 55% wyborców wybierało zaledwie 10 radnych, a pozostała mniejszość – aż 50 radnych.
W wyborach wzięło udział 17 komitetów wyborczych, które zarejestrowały łącznie 33 listy kandydatów . Frekwencja wyborcza wyniosła około 53% uprawnionych do głosowania, tj. blisko 80% wyborców wpisanych na listę.
| Nr listy                                                                        | Komitet wyborczy                                                                       | Liczba głosów | % głosów w kurii | Liczba mandatów | Zdobywcy mandatów |
| ------------------------------------------------------------------------------- | -------------------------------------------------------------------------------------- | ------------- | ---------------- | --------------- | --- |
| I kuria – głosowało 732 spośród 778 wpisanych na listę wyborców (94,09%)        |                                                                                        |               |                  |                 | |
| 10                                                                              | Polski Komitet Wyborczy                                                                | 307           | 41,94            | 5               | • ks. Jan Albrecht • Tadeusz Sułowski • Szymon Merklein • Mieczysław Hertz • Leon Grohman                                                  |
| 22                                                                              | Polski Centralny Demokratyczny Komitet Wyborczy                                        | 149           | 20,35            | 2               | • Henryk Trenkner • Antoni Tomaszewski |
| 9 11                                                                            | Komitet Wyborczy Nauczycieli Żydów Radykalno-Demokratyczny Komitet Wyborczy            | 54 78         | 7,38 10,66       | 2               | • Abraham Szwajcer • Jeremiasz Klocman |
| 16                                                                              | Zjednoczone Niemieckie Komitety Wyborcze                                               | 109           | 14,89            | 1               | • Henryk Bräutigam |
| 30                                                                              | Centralny Żydowski Komitet Wyborczy                                                    | 35            | 4,78             | 0               | – |
| II kuria – głosowało 518 spośród 568 wpisanych na listę wyborców (91,20%)       |                                                                                        |               |                  |                 | |
| 27                                                                              | Centralny Żydowski Komitet Wyborczy                                                    | 243           | 46,91            | 5               | • Salomon Budzyner • Salomon Samet • Adolf Dobranicki • Józef Urysohn • Majer Maks Karpf                                                   |
| 21                                                                              | Komitet Wyborczy Pięciu Zrzeszeń Przemysłu i Handlu                                    | 123           | 23,75            | 2               | • Henryk Grohman • Maurycy Poznański |
| 32                                                                              | Komitet Wyborczy Żydów-Polaków                                                         | 93            | 17,95            | 2               | • Józef Sachs • Stanisław Jarociński |
| 17                                                                              | Zjednoczone Niemieckie Komitety Wyborcze                                               | 59            | 11,39            | 1               | • Adolf Ziegler |
| III kuria – głosowało 4993 spośród 6459 wpisanych na listę wyborców (77,30%)    |                                                                                        |               |                  |                 | |
| 26                                                                              | Centralny Żydowski Komitet Wyborczy                                                    | 3510          | 70,30            | 8               | • Siergiej Hoffman • Jerzy Rosenblatt • Wolf Markusfeld • Aleksander Russak • Szaja Uger • Izrael Lewin • Gerson Praszkier • Salomon Samet |
| 23                                                                              | Polski Mieszczański Komitet Wyborczy                                                   | 914           | 18,31            | 2               | • Marian Bawarski • Teodor Szybiłło |
| 18                                                                              | Zjednoczone Niemieckie Komitety Wyborcze                                               | 412           | 8,25             | 0               | – |
| ?                                                                               | Komitet Wyborczy Żydów-Polaków                                                         | 153           | 3,06             | 0               | – |
| 31                                                                              | Komitet Wyborczy Rzemieślników Żydowskich                                              | 4             | 0,08             | 0               | – |
| IV kuria – głosowało 2369 spośród 3224 wpisanych na listę wyborców (73,48%)     |                                                                                        |               |                  |                 | |
| ?                                                                               | Zjednoczone Niemieckie Komitety Wyborcze                                               | 791           | 33,39            | 4               | • Paweł vel Paul Sanne • Wilhelm Jess • August Gerhardt • Josef vel Józef Spickermann                                                      |
| 15                                                                              | Polski Komitet Wyborczy                                                                | 719           | 30,35            | 3               | • Jan Stypułkowski • Jan Smarzyński • Zygmunt Meissner                                                                                     |
| 28                                                                              | Centralny Żydowski Komitet Wyborczy                                                    | 589           | 24,86            | 2               | • Moses Helman • Moszek Nechem Russ |
| 25                                                                              | Polski Centralny Demokratyczny Komitet Wyborczy                                        | 270           | 11,40            | 1               | • Gustaw Klukow |
| V kuria – głosowało 2609 spośród 3442 wpisanych na listę wyborców (75,80%)      |                                                                                        |               |                  |                 | |
| 29                                                                              | Centralny Żydowski Komitet Wyborczy                                                    | 1378          | 52,82            | 6               | • Dawid Rabinowicz • Józef Urysohn • Michał Jarblum • Ludwik Weis • Jakub Glücksman • Chil Berman                                          |
| 14                                                                              | Polski Komitet Wyborczy                                                                | 424           | 16,25            | 2               | • Eugeniusz Krasuski • Leopold Skulski |
| 20                                                                              | Zjednoczone Niemieckie Komitety Wyborcze                                               | 305           | 11,69            | 1               | • Juliusz Triebe |
| 33                                                                              | Radykalno-Demokratyczny Komitet Wyborczy                                               | 228           | 8,74             | 1               | • Jeremiasz Klocman |
| 24                                                                              | Polski Centralny Demokratyczny Komitet Wyborczy                                        | 173           | 6,63             | 0               | – |
| 12                                                                              | Komitet Wyborczy Żydów-Polaków                                                         | 101           | 3,83             | 0               | – |
| VI kuria – głosowało 14 439 spośród 17 656 wpisanych na listę wyborców (81,78%) |                                                                                        |               |                  |                 | |
| 8                                                                               | Polski Centralny Robotniczy Komitet Wyborczy                                           | 2967          | 20,55            | 2               | • Antoni Harasz • Józef Wolczyński |
| 5                                                                               | Żydowski Socjalno-Demokratyczny Robotniczy Komitet Wyborczy „Poal-Sion” (Poalej Syjon) | 2545          | 17,63            | 2               | • Lew Holenderski • Dawid Rosenzweig |
| 6                                                                               | Narodowy Robotniczy Komitet Wyborczy (NZR)                                             | 2345          | 16,24            | 2               | • Andrzej Kaczmarek • Błażej Pokorski |
| 2                                                                               | Komitet Wyborczy Lewicy Socjalistycznej (PPS-Lewica)                                   | 1838          | 12,73            | 1               | • Ignacy Gralak |
| 4                                                                               | Żydowski Socjalno-Demokratyczny Komitet Wyborczy (Bund)                                | 1654          | 11,45            | 1               | • Izrael Lichtenstein |
| 3                                                                               | Robotniczy Komitet Wyborczy Socjalistów Polskich (PPS Frakcja Rewolucyjna)             | 1430          | 9,90             | 1               | • Aleksy Rżewski |
| ?                                                                               | Zjednoczone Niemieckie Komitety Wyborcze                                               | 1138          | 7,88             | 1               | • Herman Fiedler |
| 1                                                                               | Socjalno-Demokratyczny Komitet Wyborczy (SDKPiL)                                       | 522           | 3,62             | 0               | – |

| Ugrupowanie                                        | Liczba mandatów | % mandatów | Uwagi                                                     |
| -------------------------------------------------- | --------------- | ---------- | --------------------------------------------------------- |
| Żydzi i Żydzi-Polacy                               | 27              | 45,00      | nacjonal.: 21, socjal.: 3, zasymil.: 2, nauczyc. Żydzi: 1 |
| Polacy                                             | 22              | 36,67      | pacyfiści: 14, aktywiści: 7, PPS Frakcja Rewolucyjna: 1   |
| Niemcy                                             | 8               | 13,33      | –                                                         |
| Radykalni demokraci (Polacy wyznania mojżeszowego) | 2               | 3,33       | –                                                         |
| PPS-Lewica                                         | 1               | 1,67       | –                                                         |
| Razem:                                             | 60              | 100,00     |                                                           |
| Radni wyznania mojżeszowego                        | 31              | 51,67      | –                                                         |
| Radni chrześcijanie                                | 29              | 48,33      | w tym 8 Niemców                                           |
| Razem:                                             | 60              | 100,00     |                                                           |

W wyborach zdecydowane zwycięstwo odniosły nacjonalistyczny Centralny Żydowski Komitet Wyborczy, który – mimo klęski w I kurii – zdobył aż 21 mandatów (35%) oraz Polski Komitet Wyborczy – 10 mandatów (16,67%). Całkowitą porażkę poniosły Komitet Wyborczy Rzemieślników Żydowskich i Socjalno-Demokratyczny Komitet Wyborczy (SDKPiL).
W nowo tworzonej Radzie Miejskiej powstały koła radnych Polaków (26 radnych), Żydów (25 radnych) i Niemców (8 radnych). Radni skupieni w kole polskim domagali się stanowczo od okupacyjnych władz niemieckich uznania języka polskiego jako urzędowego w Radzie Miejskiej i Magistracie, obsadzenia stanowisk ławników przez przedstawicieli łodzian oraz stanowiska burmistrza przez Polaka.
Konflikt zakończył się kompromisem – język polski uzyskał wyłączność (z pewnymi zastrzeżeniami) w wewnętrznej korespondencji i podczas prowadzenia czynności biurowych przez radnych i urzędników Magistratu, zaś kandydat radnych Polaków – inż. Leopold Skulski – został mianowany II burmistrzem z 6-miesięcznym terminem prekluzyjnym całkowitego przejęcia władzy w Magistracie. 9 maja 1917 roku Tadeusz Sułowski został wybrany przewodniczącym Rady Miejskiej, a pierwsze jej posiedzenie odbyło się 23 maja tegoż roku w sali gmachu Towarzystwa Kredytowego Miejskiego przy Mittelstraße / ul. Średniej 17 (ob. ul. Pomorska 21).

## Straty wojenne
Jeszcze w czasie wojny powołane zostały społeczne instytucje do spraw rejestrowania i wyceny strat poniesionych przez miasto i jego mieszkańców oraz przemysł. Część z nich działała do maja 1919 roku, gdy ich zadania przejęło odrodzone Państwo Polskie, powołując Ustawą z dnia 10 maja 1919 roku o ustaleniu i oszacowaniu świadczeń i strat wojennych komisje szacunkowe miejscowe, podległe Głównemu Urzędowi Likwidacyjnemu.
Początkowo rejestracją i szacowaniem strat wojennych w celu umożliwienia poszkodowanym ubiegania się o odszkodowania zajęła się Łódzka Sekcja Szacunkowa Miejska, z siedzibą przy ul. Piotrkowskiej 96, działająca od 30 listopada 1914 roku (w oparciu o upoważnienie do jej zorganizowania udzielone dzień wcześniej A. Stamirowskiemu z Głównego Komitetu Obywatelskiego przez gubernatora piotrkowskiego Michaiła Jaczewskiego) do końca czerwca 1915 roku, gdy nastąpiło rozwiązanie GKO. W składzie organu znaleźli się: przedsiębiorca budowlany Paweł Holc, inż. Franciszek Pałaszewski, radca prawny Kazimierz Rossman, architekt Kazimierz Stebelski i Gustaw Wilhelm Geyer jako konsul z ramienia GKO. ŁSSzM rozpatrzyła łącznie 343 podania o oszacowanie strat w granicach Łodzi i 149 podań spoza miasta.
Następnie rejestracją i wyceną strat wojennych zajmowała się Komisja Szacunkowa Miejska, która ukonstytuowała się już w sierpniu 1916 roku jako organ podległy Wydziałowi Rejestracji Strat Wojennych przy Radzie Głównej Opiekuńczej w Warszawie. Na jej czele stanął inż. Emil Hirszberg, wiceprzewodniczącym został Wojciech Oppeln-Bronikowski, zaś członkami: Edmund Brinckenhoff, architekt Piotr Brukalski, Adolf Dobranicki, Dionizy Frydman, Aleksander Gąsiorowski, Michał Grünberg, Mieczysław Hertz, Włodzimierz Horodyński, Adam Jasiak, Maurycy Kon, Bolesław Kotkowski, inż. Samuel Lebenhaft, Bronisław Michelis, Leonard Neuman, Jerzy Sołowiejczyk, Tomasz Stożkowski i Karol Zalewski. Siedziba Komisji znajdowała się przy ul. Piotrkowskiej 90.
Od stycznia 1917 roku działała ponadto Komisja Szacunkowa Miejscowa – jedna z agend Głównej Komisji Szacunkowej Miejscowej. Jej zadaniem była rejestracja strat przemysłu w Łodzi i okręgu łódzkim.
A. Stawiszyńska przytacza ogólną liczbę strat ocenionych na dzień 1 stycznia 1919 roku w wysokości 1 144 912 081,36 marek polskich. Bilans wydatków i strat wojennych w majątku zarządzanym przez miasto sporządzono na dzień 1 stycznia 1919 roku, ujmując je w pięciu kategoriach:
| L.p.         | Wyszczególnienie wydatków i strat | Suma w markach polskich |
| ------------ | --- | ----------------------- |
| I.           | Wydatki poniesione przez miasto w zastępstwie Skarbu Państwa | 133 921 848,72          |
| A.           | Czasy wojenne | 86 476 848,72           |
| 1.           | Zapomogi dla rodzin rezerwistów | 16 055 189,47           |
| 2.           | Wydatki na urzędników rządowych rosyjskich | 470 768,10              |
| 3.           | Wydatki na ochronę akt sądowych | 67 823,43               |
| 4.           | Utrzymanie więźniów do chwili okupacji | 38 880,00               |
| 5.           | Koszt kwaterunku rosyjskiego | 940 088,16              |
| 6.           | Utrzymanie policji do chwili okupacji | 42 200,00               |
| 7.           | Utrzymanie sądów niemieckich | 339 002,80              |
| 8.           | Utrzymanie więźniów od chwili okupacji | 164 459,92              |
| 9.           | Dostawy nakazane przez władze niemieckie | 2 679 441,80            |
| 10.          | Koszty kwaterunku władz niemieckich | 5 308 469,82            |
| 11.          | Utrzymanie policji od chwili okupacji do wprowadzenia samorządu | 253 745,16              |
| 12.          | Koszt dostaw podwód dla władz niemieckich | 90 191,97               |
| 13.          | Koszty administracyjne spowodowane przez wypełnianie zleceń władz okupacyjnych | 240 796,04              |
| 14.          | Przewyżka wydatków na dobroczynność i szpitalnictwo | 46 014 057,62           |
| 15.          | Udział Państwa w ponoszeniu kosztów utrzymania szkół początkowych | 1 403 057,62            |
| 16.          | Dodatki drożyźniane dla pracowników Zarządu Miejskiego | 3 894 076,03            |
| 17.          | Koszt zwalczania nosacizny | 4 605,06                |
| 18.          | Przewyżka wydatków na opał i światło (1915–1918) | 365 979,00              |
| 19.          | +6% do 1 stycznia 1919 roku | 8 104 016,72            |
| B.           | Czasy powojenne | 47 445 000,00           |
| 1.           | Przewyżka wydatków w następnych 3 latach administracyjnych na dobroczynność, szpitalnictwo, dodatki drożyźniane dla pracowników, bezrobotnych oraz opał i światło ponad normalne wydatki | 47 445 000,00           |
| II.          | Straty spowodowane przez rozkazy władz okupacyjnych | 3 247 624,01            |
| 1.           | Rekwizycja majątku ruchomego miejskiego | 175 648,34              |
| 2.           | Rekwizycje w Gazowniach | 25 023,38               |
| 3.           | Kary i kontrybucje | 181 090,65              |
| 4.           | Wydatki wskutek rozporządzenia o robotach przymusowych | 95 796,04               |
| 5.           | Sumy zdefraudowane, inkasowane dla władz niemieckich przez miasto bez odpowiedzialności, do których zwrotu Magistrat był zmuszony                                                        | 9 891,40                |
| 6.           | Utrzymanie niemieckich pracowników Magistratu | 263 446,99              |
| 7.           | Zmniejszenie poboru przedsiębiorstw miejskich i koncesji | 2 249 760,00            |
| 8.           | +6% do 1 stycznia 1919 roku | 342 763,25              |
| III.         | Kapitały zatrzymane przez władze | 4 539 125,46            |
| 1.           | Kapitały zatrzymane w Rosji | 3 552 705,88            |
| 2.           | Fundusz na budowę szpitala zatrzymany przez władze niemieckie | 559 067,08              |
| 3.           | +6% do 1 stycznia 1919 roku | 427 352,50              |
| IV.          | Straty wynikające z powodu niespełnienia przez władze obowiązków względem miasta | 2 064 305,01            |
| 1.           | Zniesienie opłat ładunkowych oraz podatków od rowerów i samochodów | 1 182 201,01            |
| 2.           | Zniesienie opłat kominiarskich | 172 069,32              |
| 3.           | Zniesienie dopłat do opłat stemplowych | 73 329,35               |
| 4.           | Nieotrzymanie odszkodowania za wprowadzenie monopolu wódczanego | 464 953,80              |
| 5.           | +6% do 1 stycznia 1919 roku | 171 751,53              |
| V.           | Straty spowodowane przez działania wojenne i bezpośrednie skutki tychże | 1 041 770,02            |
| 1.           | Zniszczenia budynków miejskich | 1 903,95                |
| 2.           | Zniszczenia bruków | 625 830,20              |
| 3.           | Zniszczenia w lasach miejskich | 179 215,20              |
| 4.           | Zniszczenia majątku ruchomego miejskiego | 132 051,00              |
| 5.           | Uszkodzenia Gazowni Miejskiej | 27 358,25               |
| 6.           | +6% do 1 stycznia 1919 roku | 75 411,42               |
| RAZEM (I–V): | RAZEM (I–V): | 551 880 196,26          |

Stosunkowo niewielkie straty w miejskiej zabudowie i infrastrukturze wynikały z faktu, iż miasto poniosło je głównie w krótkim, niespełna czterotygodniowym okresie na przełomie listopada i grudnia 1914 roku – w wyniku ostrzału z daleka podczas trwania bitwy pod Łodzią. Później, do końca wojny, walki toczyły się z dala od miasta. Jak wspominał w wydanych w 1920 roku pamiętnikach Max von List – jeden z oficerów niemieckiej artylerii, podczas bitwy dowódcy nie pozwolili wejść oddziałom do miasta, aby uchronić od zniszczenia ogromne zapasy bawełny .